# Hugo Filipe Vieira
Hugo Filipe da Costa Oliveira (São Martinho de Galegos, Portugal, 25 de julio de 1988), conocido como Hugo Vieira, es un futbolista portugués que juega como delantero en el Santa Maria F. C. de Portugal.

## Trayectoria
Se formó en las categorías inferiores del Santa Maria F. C. y estuvo cedido en dos ocasiones: en 2006, al equipo filial del F. C. Girondins de Burdeos y, en la temporada 2007-08, al G. D. Estoril Praia. En 2009 fue fichado por el Gil Vicente F. C., equipo con el que logró un ascenso a Primera División en la temporada 2010-11 tras finalizar la Liga como campeones. Esa campaña, consiguió anotar siete goles en veintitrés partidos. Debutó en la máxima categoría del fútbol luso en la jornada 1 de la temporada 2011-12, disputada ante el S. L. Benfica, y marcó el primer tanto de su equipo en un encuentro que finalizó 2-2. En total, participó en veintiocho partidos en los que logró seis goles.
En julio de 2012 firmó un contrato de cuatro temporadas con el Benfica, aunque no llegó a debutar con su nuevo club y, el 27 de agosto, se confirmó su cesión al Real Sporting de Gijón, de la Segunda División de España, para disputar la campaña 2012-13. Sin embargo, el 21 de enero de 2013 finalizó su vinculación con el Sporting tras haber participado únicamente en dos encuentros de la Liga y otros dos de la Copa del Rey, y el Benfica lo cedió hasta junio al Gil Vicente.
El 27 de agosto de 2013 fue presentado como nuevo jugador del S. C. Braga, aunque volvió a ser cedido al Gil Vicente el 31 de enero de 2014. El 1 de septiembre fue traspasado al FC Torpedo Moscú, donde jugó una temporada antes de incorporarse al Estrella Roja de Belgrado, equipo con el que ganó la Superliga de Serbia en la temporada 2015-16.

## Clubes
| Club                            | País     | Año       |
| ------------------------------- | -------- | --------- |
| F. C. Girondins de Burdeos "II" | Francia  | 2006      |
| Santa Maria F. C.               | Portugal | 2006-2007 |
| G. D. Estoril Praia             | Portugal | 2007-2008 |
| Santa Maria F. C.               | Portugal | 2008-2009 |
| Gil Vicente F. C.               | Portugal | 2009-2012 |
| Real Sporting de Gijón          | España   | 2012-2013 |
| Gil Vicente F. C.               | Portugal | 2013      |
| S. C. Braga                     | Portugal | 2013-2014 |
| Gil Vicente F. C.               | Portugal | 2014      |
| F. C. Torpedo Moscú             | Rusia    | 2014-2015 |
| Estrella Roja de Belgrado       | Serbia   | 2015-2017 |
| Yokohama F. Marinos             | Japón    | 2017-2018 |
| Sivasspor                       | Turquía  | 2019-2020 |
| Gil Vicente F. C.               | Portugal | 2020      |
| Hokkaido Consadole Sapporo      | Japón    | 2020      |
| FCU Craiova 1948                | Rumania  | 2021-2022 |
| Hibernians F. C.                | Malta    | 2022      |
| Santa Maria F. C.               | Portugal | 2023-     |

## Palmarés

### Campeonatos nacionales
| Título                  | Club                      | País   | Año  |
| ----------------------- | ------------------------- | ------ | ---- |
| Liga serbia             | Estrella Roja de Belgrado | Serbia | 2016 |
| Premier League de Malta | Hibernians F. C.          | Malta  | 2022 |